# Giovanni Vacca (ammiraglio)
Giovanni Vacca (Napoli, 12 marzo 1810 – Napoli, 2 luglio 1879) è stato un ammiraglio e politico italiano.
Giovanni Vacca fu dapprima ufficiale della Real Marina del Regno delle Due Sicilie. Nel 1828 partecipò alla spedizione di Tripoli e poi a quella di Tunisi (1832). Passato nella Regia Marina italiana dopo l'annessione del Regno delle Due Sicilie a quello d'Italia, comandò una divisione navale della squadra agli ordini dell'ammiraglio Persano nella Battaglia di Lissa (1866). Era stato deputato al parlamento italiano nell'VIII legislatura (1861-65).